# Hymenophyllum pygmaeum
Hymenophyllum pygmaeum là một loài dương xỉ trong họ Hymenophyllaceae. Loài này được Col mô tả khoa học đầu tiên năm 1881.
Danh pháp khoa học của loài này chưa được làm sáng tỏ. 